# Rentjärn
Rentjärn is een plaats in de gemeente Malå in het landschap Lapland en de provincie Västerbottens län in Zweden. De plaats heeft 99 inwoners (2005) en een oppervlakte van 19 hectare. De plaats ligt aan het meer Rentjärnen.

## Verkeer en vervoer
Bij de plaats loopt de Länsväg 370.